# Time (album của Châu Bút Sướng)
Time là album studio thứ tư của ca - nhạc sĩ người Trung Quốc, Châu Bút Sướng (Bibi Zhou - 周筆暢). Album được phát hành tại Trung Quốc đại lục và Đài Loan vào ngày 8 tháng 7 năm 2009.

## Danh sách bài hát
1. Season - 4:42
2. 这句话 (Câu nói này) - 3:51
3. 你们的爱 (Tình yêu của các bạn) - 4:34
4. 倒叙的时光 (Tia sáng thời gian rọi vào) - 4:11
5. 青睐 (Ân huệ) - 4:23
6. 上帝咬过的苹果 (Quả táo Thượng đế cắn qua) - 4:07
7. 唱一半的歌 (Hát nữa bài hát) - 3:58
8. 学会感觉 (Biết được cảm giác) - 3:58
9. 醒着梦游 (Mộng du lúc tỉnh) - 4:50
10. 唱响幸福 (Hát vang hạnh phúc) - 3:22